# Aeorestes egregius
Aeorestes egregius es una especie de murciélago de Sur, Norte and Centroamérica. Suele encontrarse en Brasil y Panamá.

## Importancia sanitaria
Esta especie es considerada como vector biológico de la rabia.